# Aperitif
En aperitif er en drik som nydes før et måltid. Det kan serveres sammen med hors d'œuvre, som kiks, ost, paté eller oliven. Begrebet bruges om en drik, som fortrinsvis nydes på denne måde, og om en gruppe hedvine, som er lavet af ufærdig vin tilsat brændevin og aromatiske stoffer.
Navnet kommer fra latin aperire, som betyder "at åbne". Drinken åbner måltidet.

## Historie
Oprindelsen til aperitiffer er ikke kendt, men indtag af en alkoholisk drik før et måltid går tilbage til oldtidens Egypten.
Den første drik, der blev solgt som aperitif, var vermouth, en hedvin som blev opfundet af Antonio Benedetto Carpano i Torino i år 1786. I løbet af 1900-tallet spredte skikken sig over hele Vesteuropa, og den blev også almindelig i USA.
I Spanien og nogen lande i Latinamerika er aperitiffer almindelige til tapas. Især fino sherry drikkes til det lille måltid.

## Typer
De mest normale aperitiffer er hedvine; de varierer fra et sted til sted. Andre drikke kan også åbne måltidet som brændevinen ouzo i Grækenland. G&T i UK og pastis i Frankrig.